# 詹姆斯·勞森·肯柏
詹姆斯·勞森·肯柏（James Lawson Kemper，1823年6月11日—1895年4月7日）准將是南北戰爭期間的邦聯將領，為喬治·皮克特的重要手下之一。

## 生平

### 戰前
1823年6月11日肯柏生於維吉尼亞州的麥迪遜郡，就讀於西點軍校華盛頓學院。

### 戰時

#### 內戰之始
1861年肯柏加入了邦聯軍隊之維吉尼亞州第七步兵團，參與了第一次馬納沙斯之役，先後擔任朗斯特里特及A·P·希爾麾下之淮將，直至沙士堡之役南軍回撤，肯柏擔任皮克特麾下之淮將。

#### 蓋茨堡之役
在葛底斯堡之役的第三日(1863年6月3日)，皮克特指揮15,00名南軍正面攻向平原後方的石牆。肯柏旅亦有份參與，戰鬥中肯柏受傷倒下，被俘三個月，但因其膽色獲聯邦政府起用，直至內戰結束。

#### 肯柏旅
自加入皮克特後，肯柏旅麾下之步兵團為：
- 維吉尼亞州第一步兵團
- 維吉尼亞州第三步兵團
- 維吉尼亞州第七步兵團
- 維吉尼亞州第十一步兵團
- 維吉尼亞州第二十四步兵團

#### 戰後
戰後肯柏致力書寫以表達其政治見解，死於1895年4月7日。

## 外部連結
- "James Lawson Kemper," Encyclopedia Virginia （页面存档备份，存于）
- 在Find a Grave上的詹姆斯·勞森·肯柏

| 政党职务                        | 政党职务                                | 政党职务                          |
| ------------------------------- | --------------------------------------- | --------------------------------- |
| 前任者： Gilbert Carlton Walker | 維珍尼亞州州長选举民主党提名候选人 1873 | 繼任者： Frederick W. M. Holliday |
| 官衔                            |                                         |                                   |
| 前任： Gilbert C. Walker        | 維珍尼亞州州長 1874–1878                | 繼任： Frederick W. M. Holliday   |
| 前任： Oscar M. Crutchfield     | 弗吉尼亚州众议院议长 1861–1863          | 繼任： Hugh W. Sheffey            |